# Ибитита
Ибитита (порт. Ibititá)  —  муниципалитет в Бразилии, входит в штат Баия. Составная часть мезорегиона Северо-центральная часть штата Баия. Входит в экономико-статистический микрорегион Иресе. Население составляет 18 357 человек на 2006 год. Занимает площадь 564,921 км². Плотность населения — 32,5 чел./км².

## Статистика
- Валовой внутренний продукт на 2003 год составляет 34 749 250,00 реалов (данные: Бразильский институт географии и статистики).
- Валовой внутренний продукт на душу населения на 2003 год составляет 1914,67 реалов (данные: Бразильский институт географии и статистики).
- Индекс развития человеческого потенциала на 2000 год составляет 0,602 (данные: Программа развития ООН).